# Бивис и Батхед одрађују Америку
Бивис и Батхед одрађују Америку (енгл. Beavis and Butt-Head Do America) америчка је анимирана филмска комедија из 1996. године по анимираној серији Бивис и Батхед. Режију потписује Мајк Џаџ, по сценарију који је написао с Џоом Стилманом. Филм прати Бивиса и Батхеда, два тинејџера преступника који путују по САД и несвесно постају бегунци.
Премијерно је приказан 15. децембра 1996. године у Лос Анђелесу, док је од 20. децембра исте године приказиван у биоскопима. Касније га је приказао MTV, а потом и VH1. Добио је позитивне рецензије критичара и остварио финансијски успех, зарадивши преко 60 милиона долара. Наставак, Бивис и Батхед одрађују свемир, приказан је 2022. године.

## Радња
Двојица највећих анимираних забушата, Бивис и Батхед крећу у акцију када им двојица лопова украду телевизор. У својој мисији да пронађу замену, Бивис и Батхед завршавају у мотелу Мадија Грајмса, након чега крећу у потеру за његовом супругом Далас. Због неспоразума, када им Грајмс каже да „одраде” његову супругу, њих двојица путују из Лас Вегаса у Вашингтон, не схватајући да су послати да је убију.

## Гласовне улоге
| Глумац        | Улога             |
| ------------- | ----------------- |
| Мајк Џаџ      | Бивис             |
| Мајк Џаџ      | Батхед            |
| Мајк Џаџ      | Том Андерсон      |
| Мајк Џаџ      | Дејвид ван Дрисен |
| Мајк Џаџ      | директор Маквикер |
| Брус Вилис    | Мади Грајмс       |
| Деми Мур      | Далас Грајмс      |
| Клорис Личман | Марта             |
| Роберт Стек   | агент Флеминг     |